# Inname van Gorinchem
De Inname van Gorinchem vond plaats op 26 juni 1572 als onderdeel van de Staatse opstand onder leiding van de Geuzen die mede door de vele slechte stadsbezettingen van 1572 tijdens de Tachtigjarige Oorlog velen steden en plaatsen aan hun kant konden krijgen. In Gorinchem werd met behulp van de gewone bevolking vrije toelating gegeven aan de Geuzen op 26 juni 1572. Op 27 juni werd ook de citadel onder Casper Turk ingenomen door Marinus Brandt en diens Geuzen.

## Aanloop
In 1566 werden er al diensten van het nieuwe geloof het calvinisme gehouden binnen Gorinchem, maar deze werden al gauw onderdrukt door de Spaanse bezetter en het strenge nog grotendeels aanwezige katholieke geloof onder de andere burgers en hoog geplaatsten. Na de Inname van Den Briel op 1 april 1572 ontstond er opstand binnen vele steden en de watergeuzen wisten hier handig gebruik van te maken door deze steden aan hun kant te krijgen. Op 25 juni 1572 ondertekende de gezagvoerder Bartholt Entens van Mentheda na de Inname van Dordrecht het overgangsverdrag en stuurde vervolgens zijn kapitein Martinus of Marinus Brandt met 13 schepen naar Gorinchem om grip te krijgen op de rivier de Merwede en om de stad aan hun kant te krijgen.

## Inname
In de ochtend van 26 juni 1572 verschenen de groep schepen voor de Gorinchemse stadswallen. De mannen aan boord werden omschreven als piraten, die op intimiderende wijzen, uit buit gemaakte miskelken dronken om vooral de geestelijkheid bang te maken. Dit meldt het ooggetuigenverslag van Willem Est, opgetekend uit zijn werk Historiae Martyrum Gorcomiensium. De inwoners van Gorinchem waren geschokt, verward en deden niks om deze Geuzen tegen te houden. De combinatie van angst en de hulp van medestanders die propaganda verkondigde, onder het mom van; dat de prijzen voor brood en meel zal zakken en dat daarbij de tiende pennings heffing zou worden afgeschaft door deze geuzen, brak helemaal de ban voor enige verdere weerstand.
De belangrijkste geestelijken van de stad wisten naar de citadel te vluchten die onder leiding stond van drost Gasper of Casper Turck. De Geuzen onder Martinus Brandt liepen via de Kanselpoort naar het stadhuis en daar tussen de samen gekomen menigte sprak Brands de worden om voor de Prins van Oranje te zijn en de nieuwe religie te omarmen. Vervolgens werden alle kanonnen veroverd die op de stadsstellingen stonden om daarna naar het kasteel te trekken. Daar beloofde Brandt dat iedereen bij overgave een vrije aftocht zou krijgen. De volgende ochtend, 27 juni, kwamen alle ingezetenen naar buiten, maar de woorden van Brandt bleken waardeloos, want alle katholieke priesters werden vervolgens in de kelders van het kasteel opgesloten. Ook drost Casper Turk werd samen met zijn vrouw en dochter gevangengezet en twee opstandige priesters werden op het plein opgehangen.

### Martelaren van Gorkum
Al werd beloofd dat iedereen recht had op zijn of haar eigen geloofsbeleving, de priesters werden erg bruut behandeld. Tussen 26 juni en 9 juli werden de meesten gemarteld, gefolterd of lichamelijk verminkt, waarna 17 van hen per boot werden afgevoerd naar Den Briel, waar ze werden berecht en opgehangen.

## Nasleep
In de volgende dagen werden Zaltbommel en Liesveld ook door de Geuzen ingenomen. Ook de kastelen van Loevestein en Buren vielen in hun handen